# 田中直樹 (バレーボール)
田中 直樹（たなか なおき、1962年4月2日 - ）は、日本の元男子バレーボール選手。元全日本代表。

## 来歴
福岡県北九州市出身。福岡県立直方高等学校、日本体育大学を経て、住友金属（本拠地：北九州市）に入社。
1985年神戸ユニバーシアード優勝に貢献。1986年の第17回実業団リーグではチームの優勝に大きく貢献し、自らもMVPに輝いた。
引退後はFNS春高バレーコーチングキャラバンのコーチも務めた。

## 球歴
- 全日本としての主な国際大会出場歴
  - 世界選手権 - 1986年
  - ワールドカップ - 1985年

## 受賞歴
- 1986年 - 第17回実業団リーグ 最優秀選手賞・最優秀新人賞・スパイク賞

## 所属チーム
- 市立板櫃中学（1975 - 1978年）
- 直方高校（1978 - 1981年）
- 日本体育大学（1981 - 1985年）
- 住友金属ギラソール（1985 - 1992年）